# Ansonia spinulifer
Az Ansonia spinulifer a kétéltűek (Amphibia) osztályába és a békák (Anura) rendjébe és a varangyfélék (Bufonidae) családjába tartozó nem egyik faja. Élőhelye Malajzia és Indonézia. Bruneiben kérdéses. A trópusi, szubtrópusi őserdőkben, folyókban honos 150 és 750 méter között. A fairtás miatt zsugorodik az élőhelye.